# Diplazium yaoshanense
Diplazium yaoshanense är en majbräkenväxtart som först beskrevs av Y. C. Wu och Wu, och fick sitt nu gällande namn av Marie Laure Tardieu.
Diplazium yaoshanense ingår i släktet Diplazium och familjen Athyriaceae. Inga underarter finns listade i  Catalogue of Life.